# Alex Beniaidze
Alex Beniaidze, född 8 februari 1991 i Gudauri, är en georgisk alpin skidåkare. 
Beniaidze har hittills gjort två VM-starter för Georgien, båda vid Världsmästerskapen i alpin skidsport 2011 i Garmisch-Partenkirchen. Han har även gjort en start i Europacupen. 